# Laccodiscus pseudostipularis
Laccodiscus pseudostipularis är en kinesträdsväxtart som beskrevs av Ludwig Radlkofer och Adolf Engler. Laccodiscus pseudostipularis ingår i släktet Laccodiscus och familjen kinesträdsväxter. Inga underarter finns listade i Catalogue of Life.